# Ljubomir Ljubojević
Ljubomir Ljubojević (serbisch Љубомир Љубојевић; * 2. November 1950 in Titovo Užice) ist ein serbischer Schach-Großmeister. Er gilt nach Svetozar Gligorić als erfolgreichster Schachspieler in der Geschichte Jugoslawiens.

## Leben
Wie ein Komet erschien der junge Ljubomir Ljubojević zu Anfang der 1970er Jahre in der internationalen Turnierarena. Sein zweiter Platz bei der Jugendeuropameisterschaft 1969/70 in Groningen wurde daheim mit einer Einladung zum Großmeisterturnier in Sarajevo belohnt. Der junge Mann nutzte seine Chance und gewann das Turnier gemeinsam mit Großmeister Bruno Parma. Seine Siege setzten sich fort und der Weltschachbund FIDE verlieh ihm schon 1970 den Titel Internationaler Meister und ein Jahr später den Großmeistertitel.
Ljubojević machte viele Versuche, unter die Kandidaten um die Weltmeisterschaft zu gelangen, doch gelang ihm dies niemals. Sein hochtaktischer und risikoreicher Stil fand stets die Begeisterung der Schachliebhaber, doch war es den Spitzenspielern recht schnell möglich, sich auf ihn einzustellen. Er war einer der erfolgreichsten Spieler der 1970er und 1980er Jahre. Zu seinen größten Erfolgen zählen die Siege in den Turnieren von Palma de Mallorca 1971, Las Palmas und Montreal 1974, Orense 1975, Manila 1975, Wijk aan Zee 1976, Titovo Užice 1978, Buenos Aires 1980 und 1981, Brasília 1981, Linares 1985, Belgrad 1987, Brüssel 1987, Viña del Mar 1988 und Barcelona 1989. Im Jahre 1979 besiegte er Svetozar Gligorić in einem Wettkampf in Belgrad mit 5,5:4,5.
Er wird bei der FIDE als inaktiv geführt, da er seit dem NH-Turnier in Amsterdam im August 2010 keine gewertete Partie mehr gespielt hat. Mit seiner bisher höchsten Elo-Zahl von 2645 war er im Januar und Juli 1983 hinter Anatoli Karpow und Garri Kasparow die Nr. 3 der Welt, dies war seine beste Weltranglistenposition.
Der in Spanien lebende Großmeister gilt neben Ulf Andersson und Mihai Șubă als Pionier und Experte der Igelstellung.

## Partiebeispiel
|   | a | b | c | d | e | f | g | h |   |
| 8 |   |   |   |   |   |   |   |   | 8 |
| 7 |   |   |   |   |   |   |   |   | 7 |
| 6 |   |   |   |   |   |   |   |   | 6 |
| 5 |   |   |   |   |   |   |   |   | 5 |
| 4 |   |   |   |   |   |   |   |   | 4 |
| 3 |   |   |   |   |   |   |   |   | 3 |
| 2 |   |   |   |   |   |   |   |   | 2 |
| 1 |   |   |   |   |   |   |   |   | 1 |
|   | a | b | c | d | e | f | g | h |   |

In der folgenden Partie besiegte Ljubojević mit den weißen Steinen im Turnier von Linares 1985 den früheren Weltmeisterschaftskandidaten Viktor Kortschnoi.
Ljubojević–Kortschnoi 1:0
Linares, 11. März 1985
Französische Verteidigung (Winawer-Variante), C18
1. e4 e6 2. d4 d5 3. Sc3 Lb4 4. e5 c5 5. a3 Lxc3+ 6. bxc3 Se7 7. Dg4 0–0 8. Sf3 Sbc6 9. Ld3 f5 10. exf6 Txf6 11. Lg5 Tf7 12. Dh5 g6 13. Dh4 c4 14. Le2 Da5 15. Ld2 Sf5 16. Dg5 Ld7 17. g4 Sd6 18. h4 Se4 19. De3 Taf8 20. h5 gxh5 21. Txh5 Tg7 22. Sg5 Le8 23. Sxe6 Lxh5 24. Sxg7 Lg6 25. Sf5 Dc7 26. 0–0–0 Da5 27. Kb2 Tf6 28. Lf3 Se5 29. Lxe4 dxe4 30. dxe5 Tb6+ 31. Ka2 Db5 32. Dxb6 axb6 33. Lf4 Da4 34. Td8+ Kf7 35. Sd4 e3 36. e6+ Kf6 37. fxe3 Lxc2 38. Tf8+ Ke7 39. Tf7+ Kd8 40. Ld6 Lb1+ 41. Kb2 Lg6 42. Txb7 1:0

## Mannschaftsschach

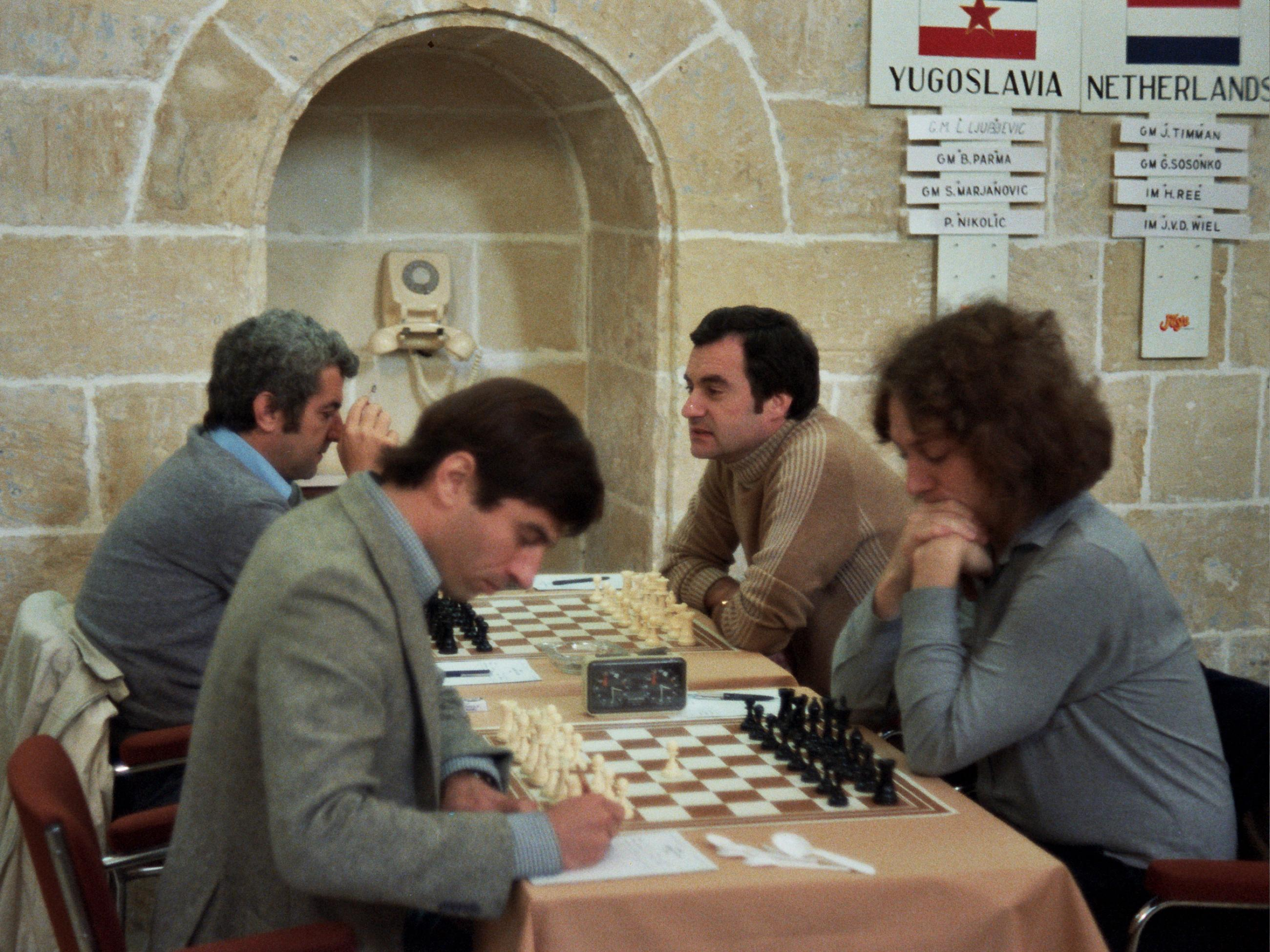
Ljubomir Ljubojević (links vorn) Schacholympiade 1980 in Valletta auf Malta (Ljubojević-Timman, Parma-Sosonko).

Ljubojević nahm mit Jugoslawien zwischen 1972 und 2002 an zwölf Schacholympiaden teil. Mit der Mannschaft erreichte er 1974 den zweiten, 1972 und 1980 jeweils den dritten Platz, in der Einzelwertung erreichte er 1972 das beste Einzelergebnis am dritten Brett, 1982 das drittbeste Einzelergebnis am ersten Brett.
Außerdem nahm er an der Mannschaftsweltmeisterschaft 1989 teil, bei der er mit Jugoslawien den zweiten Platz erreichte und in der Einzelwertung am Spitzenbrett den dritten Platz belegte, sowie an den Mannschaftseuropameisterschaften 1973, 1977, 1980, 1983 und 1992 (bei der die jugoslawische Mannschaft aufgrund der Jugoslawienkriege nach der ersten Runde vom Turnier ausgeschlossen wurde). Er erreichte mit der Mannschaft 1973 und 1983 den zweiten und 1977 den dritten Platz, in der Einzelwertung 1973 den ersten Platz am dritten Brett und 1983 den dritten Platz am ersten Brett.
In der niederländischen Meesterklasse spielte Ljubojević für die Hilversums Schaakgenootschap, mit der er 2010 niederländischer Mannschaftsmeister wurde.
Im Jahre 1984 wurde Ljubojević für den Wettkampf UdSSR gegen den Rest der Welt an das vierte Brett der Weltauswahl berufen, er erreichte gegen Wassili Smyslow einen Sieg und ein Remis, während er gegen Wolodymyr Tukmakow eine Partie remisierte und eine Partie verlor.